# Władimir Pieszkow
Władimir Nikołajewicz Pieszkow (ros. Владимир Николаевич Пешков, ur. 29 grudnia 1910?/11 stycznia 1911 we wsi Gribanowka (obecnie osiedle typu miejskiego Gribanowski w obwodzie woroneskim), zm. 8 września 1941) – radziecki lotnik wojskowy, Bohater Związku Radzieckiego (1940).

## Życiorys
Urodził się w rodzinie chłopskiej. W 1934 ukończył studia w Instytucie Chemiczno-Technologicznym, pracował w fabryce w Woroneżu, 1934-1935 i ponownie od 1937 służył w Armii Czerwonej, od 1939 należał do WKP(b). Ukończył wojskową szkołę lotniczą w Borisoglebsku, 1939-1940 uczestniczył w wojnie z Finlandią jako flag-szturman eskadry 49 pułku lotnictwa myśliwskiego 15 Armii w stopniu starszego porucznika; wykonał wówczas 99 lotów bojowych na tyły przeciwnika w celach zwiadowczych i szturmowych, w walkach powietrznych strącił trzy fińskie samoloty. Od czerwca 1941 brał udział w wojnie z Niemcami. Zginął podczas wykonywania zadania bojowego. Został pochowany w Rostowie nad Donem. Jego imieniem nazwano ulicę w Borisoglebsku.

## Odznaczenia
- Złota Gwiazda Bohatera Związku Radzieckiego (20 maja 1940)
- Order Lenina
- Order Czerwonego Sztandaru